# Rauni Mollberg

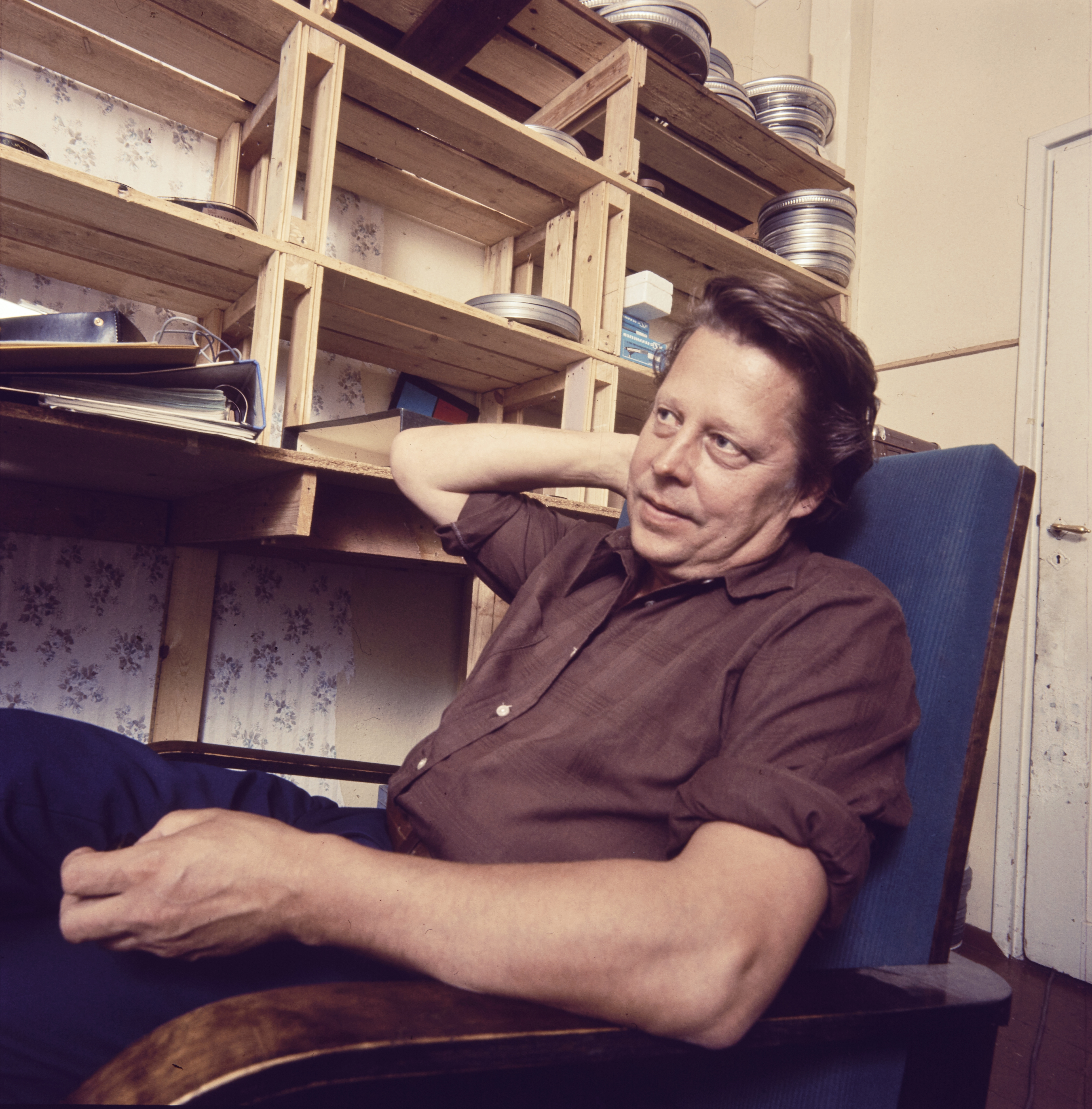
Rauni Mollberg.

Rauni Antero Mollberg, född 15 april 1929 i Tavastehus, död 11 oktober 2007 i Loimaa, var en finsk TV- och filmregissör. 
Han utexaminerades 1950 från Finska teaterskolan och var verksam som skådespelare och regissör i Joensuu och Kuopio. År 1963 började han som regissör på YLE:s TV-teater. Mellan 1968 och 1986 var han chef för YLE TV2:s teatersektion.
Han tilldelades Pro Finlandia-medaljen 1980.

## Filmografi (urval)
- 1973 – Jorden är en syndfull sång (Maa on syntinen laulu)
- 1977 – Rätt bra för att vara människa (Aika hyvä ihmiseksi)
- 1980 – Milka (Milka - elokuva tabuista)
- 1985 – Okänd soldat (Tuntematon sotilas)
- 1990 – Vänner, kamrater (Ystävät, toverit)
- 1994 – Paradisets barn (Paratiisin lapset)
- 1999 – Taustan Mikon kotiinpaluu
- 1999 – Ison miehen vierailu
- 2000 – Puu kulkee